# اولاد سی بوحیی
اولاد سی بوحیی (به فرانسوی: Oulad Si Bouhya) یک شهرک در مراکش است که در استان سیدی بنور واقع شده‌است. اولاد سی بوحیی ۱۸٬۹۰۲ نفر جمعیت دارد.